# Eriopyga nisio
Eriopyga nisio är en fjärilsart som beskrevs av Dyar 1916. Eriopyga nisio ingår i släktet Eriopyga och familjen nattflyn. Inga underarter finns listade i Catalogue of Life.